# 私について (EPOの曲)
「私について」（わたしについて）は、1985年3月15日に発売されたEPOの7枚目のシングル。発売元はDear heart / MIDI。

## 概要
6枚目のアルバム『HARMONY』からの先行シングル。A面曲「私について」は、主題が過去と未来の自分に宛てて手紙を書くというもの。1993年2月に発売された初のセルフカバー・アルバム『EPO Works』にはアコースティック・ヴァージョンで収録された。
カップリングの「モダン・ロマンス」は当初アルバム未収録だったが、2013年に『HARMONY』のSHM-CDが発売された際、ボーナス・トラックとして収録された。

## 収録曲
| 全作詞・作曲: EPO、全編曲: 清水信之。 |                      |      |            |      |
| #                                     | タイトル             | 作詞 | 作曲・編曲 | 時間 |
| 1.                                    | 「私について」       | EPO  | EPO        | 4:36 |
| 2.                                    | 「モダン・ロマンス」 | EPO  | EPO        | 3:50 |
| 合計時間:                             | 合計時間:            | 8:26 |            |      |

## リリース日一覧
| 地域 | リリース日    | レーベル          | 規格               | 規格品番 | 備考 |
| ---- | ------------- | ----------------- | ------------------ | -------- | ---- |
| 日本 | 1985年3月15日 | Dear heart / MIDI | 7"シングルレコード | MIS-3    |      |